# Син-шум-лишир
Син-шум-лишир (ассир. «Син, да будет имя его благополучным») — царь Ассирии, правил приблизительно в 627 — 626 годах до н. э.
Согласно надписи Ашшур-этель-илани «великий евнух Ассирии» Син-шум-лишир подавил с помощью своей личной армии восстание наместника города Ашшура Набу-рехту-уцура, вспыхнувшее после смерти Ашшурбанапала. После чего, видимо, Ашшур-этель-илани сделал Син-шум-лишира своим соправителем. Син-шум-лишир, как «царь Ассирии» вёл борьбу с Набопаласаром, поднявшим восстание в Вавилонии. О смерти Син-шум-лишира, видимо, повествует один вавилонский эпический текст, где говорится, что накануне овладения Вавилоном, Набопаласар разбил ассирийскую армию на берегу канала города Куту и приговорил к смертной казни «великого евнуха Ассирии» (октябрь — ноябрь 626 г. до н. э.).
В царском списке из Урука Син-шум-лишир представлен, как царь Ассирии со временем правления 1 год. Также его правление подтверждают и другие вавилонские источники, и, возможно, его правление могло продолжиться даже дольше чем один год.